# Соколов, Пётр Иванович (художник, 1753—1791)
Пётр Ива́нович Соколо́в (1753—1791) — русский живописец и рисовальщик, последователь классицизма, видная фигура среди петербургских художников екатерининской эпохи, близкий ученик Антона Лосенко, педагог; мастер исторической картины, также работал как портретист. Академик Императорской Академии художеств (с 1782; ассоциированный член — «назначенный» с 1778).

## Биография
Родился, как считается, в Санкт-Петербурге; крепостной княгини Е. Д. Голицыной, получивший вольную после её смерти. В десятилетнем возрасте поступил в число воспитанников Императорской Академии художеств. Основными наставниками Соколова в Академии художеств были А. П. Лосенко и Г. И. Козлов; также заявлялось — согласно персоналиям «Брокгауза — Ефрона» и «Русского биографического словаря» — об ученичестве у Д. Г. Левицкого. При окончании академического курса в 1770 году он получил малую золотую медаль за картину «Владимир и Рогнеда» и для дальнейшего своего усовершенствования оставлен при Академии пенсионером.
В 1772 году был удостоен большой золотой медали и в следующем году отправлен на казённый счет в Рим, где работал под руководством П. Батони и Натуара. В 1778 году он был признан назначенным в академики за картины «Меркурий и Аргус» (1776, Русский музей) и «Дедал привязывает крылья Икару» (1777, Третьяковская галерея).
В 1782 году, за картину «Венера и Адонис» (находилась в музее Академии художеств, ныне в Русском музее) получил степень академика; ещё пред тем, в 1779 году, начал преподавать в Академии художеств историческую живопись. В 1785 году возведён в звание адъюнкт-профессора, с 1788 года назначен присутствовать в академическом совете.
Также писал портреты и создавал рисунки для гравюр.
Вообще этот художник, в немногочисленных оставшихся после него произведениях выказал большое дарование, и если бы смерть не пресекла его деятельности слишком рано, он мог бы занять очень видное место в истории русского искусства, как продолжатель того эклектического направления, которое сообщил русской живописи А. Лосенко.

## Галерея

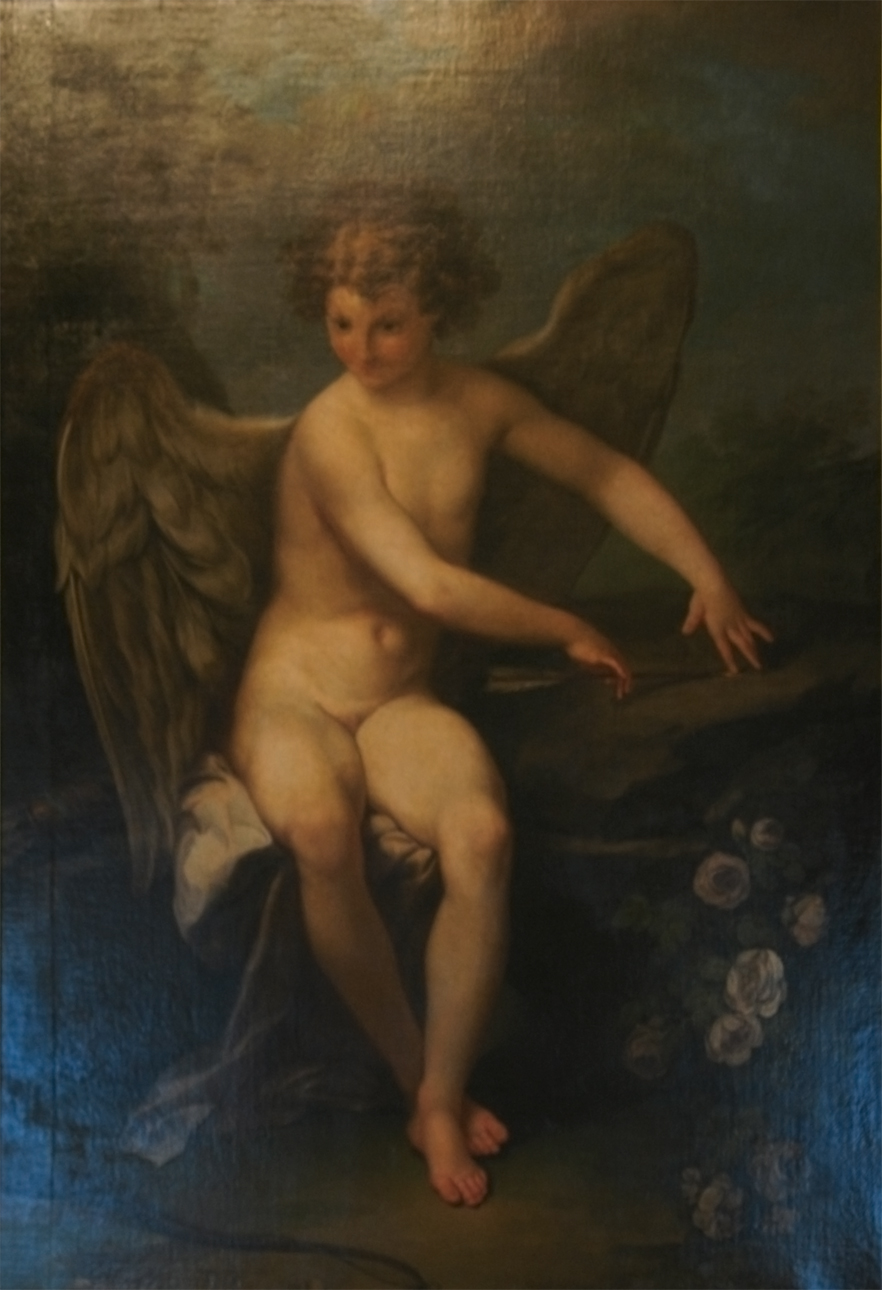
Амур, оттачивающий стрелу. 1770-е годы Холст, масло. 162 × 116 см Русский музей, Санкт-Петербург
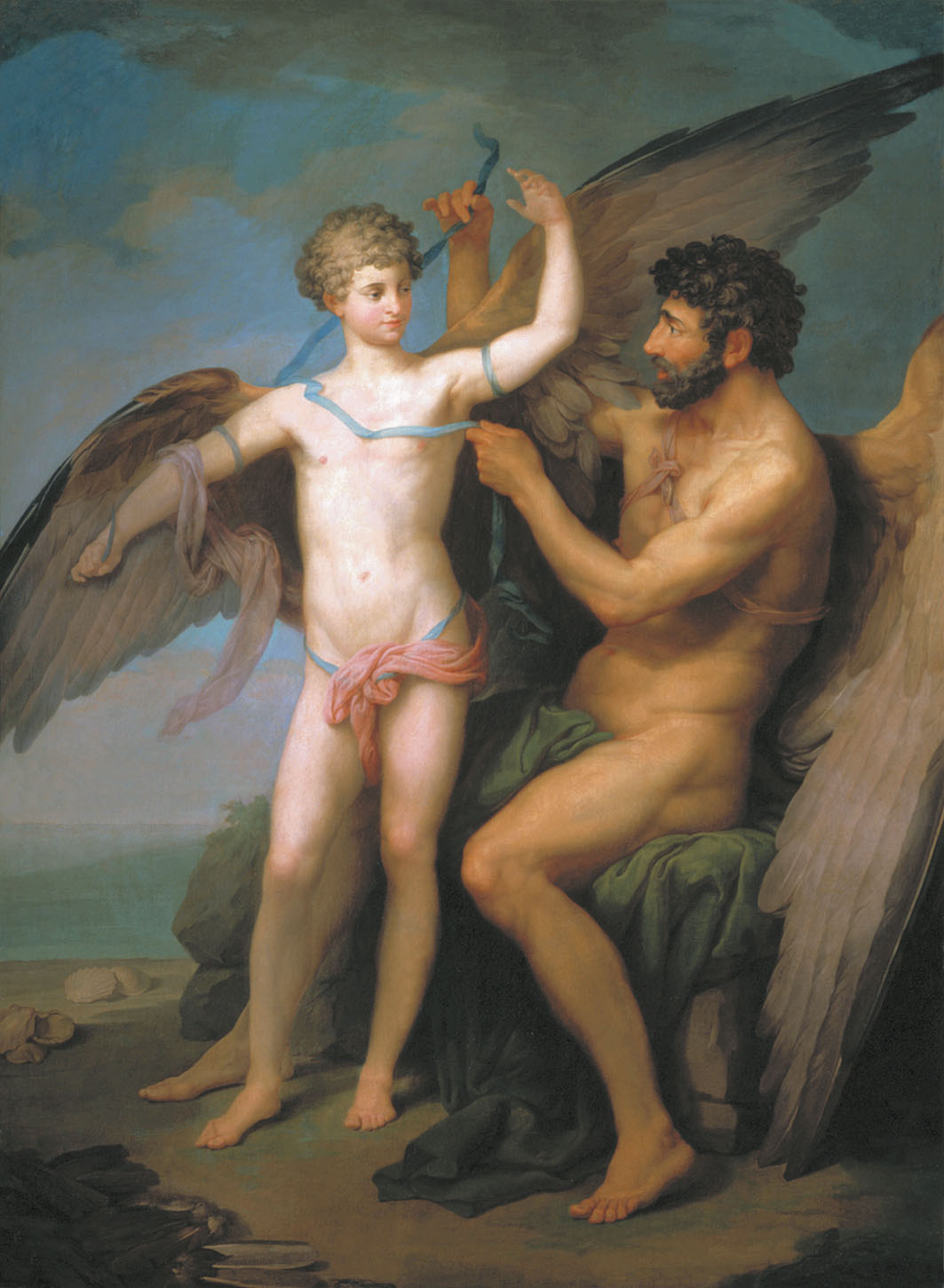
Дедал привязывает крылья Икару. 1776 Холст, масло. 145 × 196,4 см Третьяковская галерея, Москва
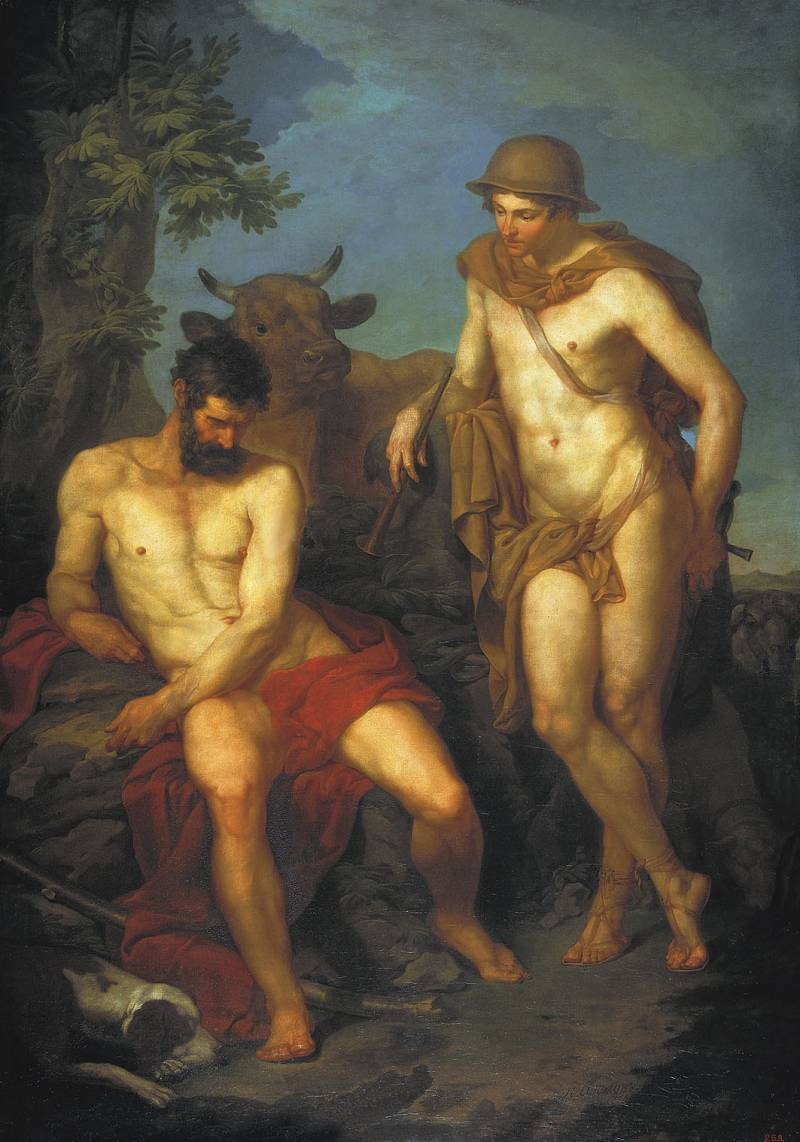
Меркурий и Аргус. 1776 Холст, масло. 198 × 140 см Русский музей, Санкт-Петербург
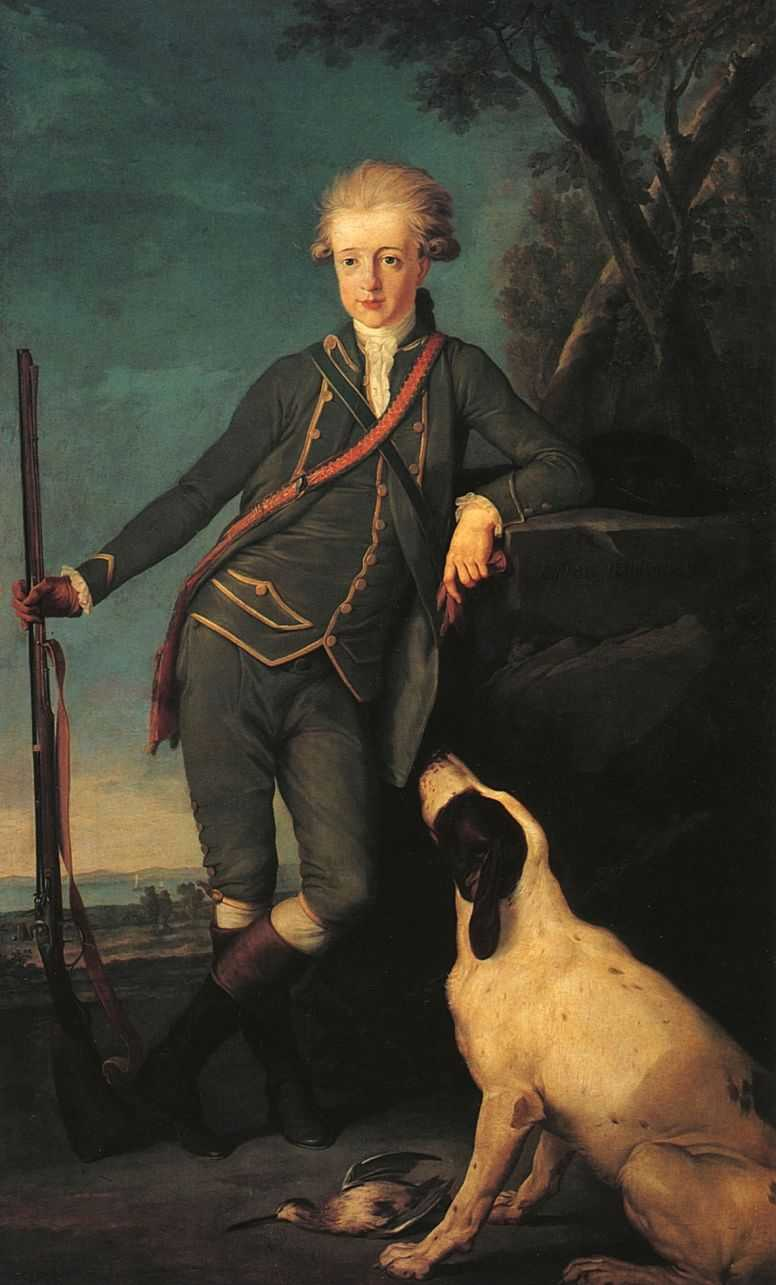
Портрет графа Н. П. Панина в детстве. 1779 Холст, масло. 167 × 104 см Третьяковская галерея, Москва
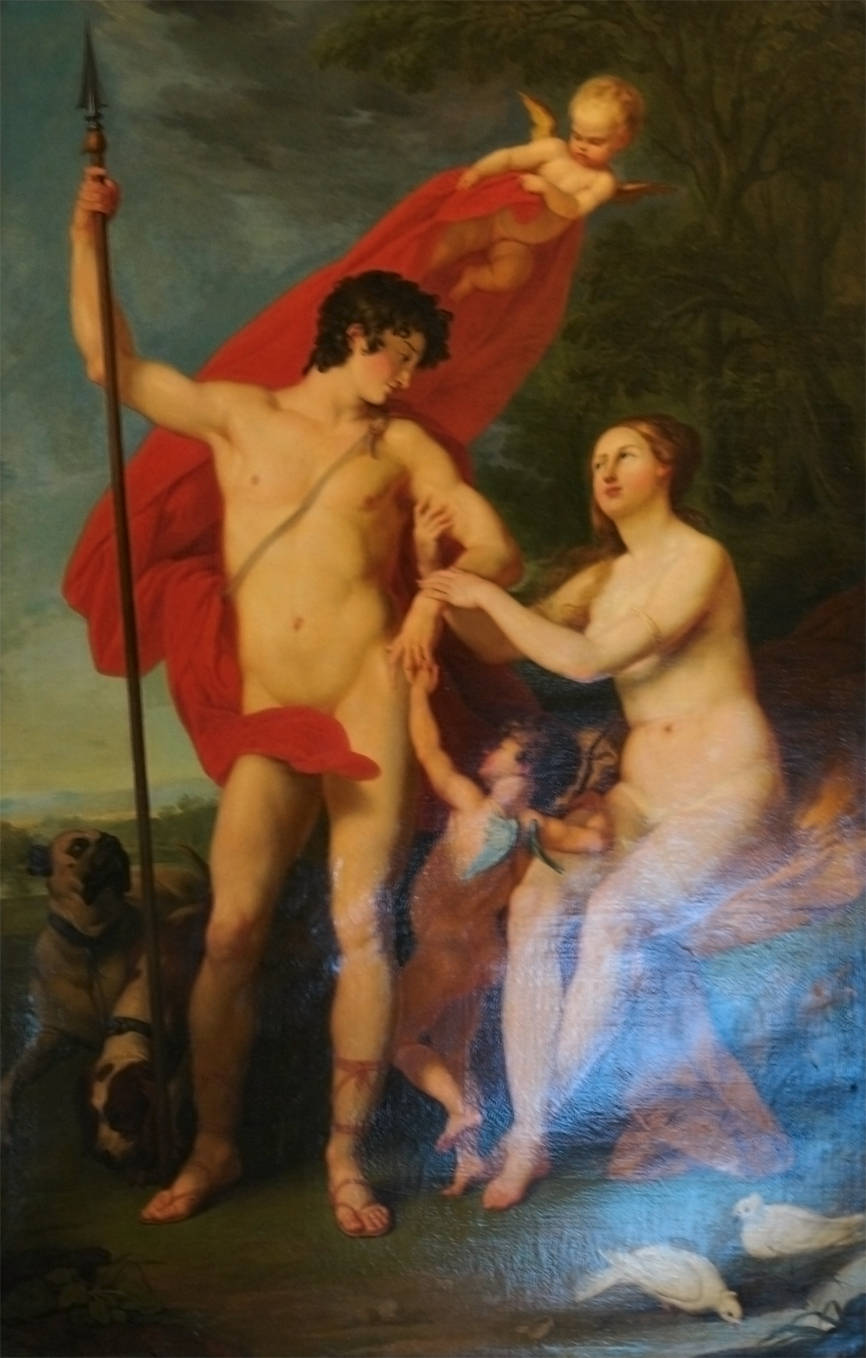
Венера и Адонис. 1782 Холст, масло. 252 × 165 см Русский музей, Санкт-Петербург